# 秩父鐵道5000系電聯車
秩父鐵道5000系電聯車（日语：／ Chichibu Tetsudō 5000-kei densha）是秩父鐵道的秩父本線使用的通勤型電聯車。5000系是為了替代當時未裝設空調系統的秩父鐵道2000系電聯車，而由東京都交通局轉讓給秩父鐵道的東京都交通局6000型電聯車改造而成的車輛，並於1999年11月開始投入使用。
秩父鐵道總共引入4個編組12輛列車，並將編組改為3量一個編組和加裝一人控制的相關設備；但其中一個編組因事故而退出服務，因此現時剩下3個編組共9輛列車。而本型車的車體使用不鏽鋼製造，並搭配原型車自都營地下鐵的三田線時期便沿用至今的藍色條紋。